# Cerro Bonete
Cerro Bonete é uma montanha da cordilheira dos Andes, situada na Província de La Rioja, no interior da Reserva de Laguna Brava, Departamento de Vinchina no Norte da Argentina. É a quarta mais alta do continente americano, depois do Aconcágua, Ojos del Salado e Monte Pissis. 
O nome Bonete é uma toponímia comumente utilizada em montanhas dos Andes, pois em espanhol Bonete é um chapéu com forma triangular. Apesar de muito mais alta, o Cerro Bonete do Aconcágua, de 5050 metros, é muito mais famoso que o Bonete Chico da Provincia de La Rioja e isso gera muita confusão. Também há muita confusão quanto ao sufixo "Chico" que em espanhol significa "pequeno" em uma montanha tão alta. O motivo para isso está no isolamento da montanha que era somente avistada de grandes distâncias. Por conta disso, ela aparentava ser menor que outra montanha com nome homônimo, o Cerro Bonete Grande que tem 5943 metros. Ambas montanhas dominam a paisagem desde a vila de Alto Jagüe em La Rioja, Argentina.
O Bonete Chico é uma das montanhas localizadas na circunferência da maior caldeira vulcânica dos Andes, a caldeira de Inca Pillo, também chamado de Corona del Inca. Ali estão o Monte Pissis (6795m), Cerro Veladero (6436m), Cerro Baboso (6070m), Cerro Reclus (6335m), Vulcão Gemelos, além de outras montanhas menores com 5 mil metros, como o Vulcão Parofes, de 5845 metros de altitude que foi escalada somente em 2015.
Isolamento e as dificuldades impostas pelo clima da Puna do Atamaca, fizeram que o Bonete Chico fosse conquistado somente no ano de 1971 por uma expedição argentina, senda ela a última das 10 montanhas mais altas dos Andes a ser escalada. Atualmente o acesso é facilitado pela RN 76, que liga a cidade de Vinchina na Argentina até Copiapó no Chile. 